# Formule d'Euler–Rodrigues
En mathématiques et en mécanique, la formule d'Euler – Rodrigues  est une formule générale pour les rotations vectorielles en dimension trois, faisant intervenir quatre paramètres.
Elle est ainsi nommée en référence à Leonhard Euler et Olinde Rodrigues.

## Énoncé

### Formulation matricielle
La matrice générale d'une rotation de l'espace vectoriel euclidien de dimension trois dans une base orthonormée directe s'écrit
{\displaystyle {\begin{bmatrix}a^{2}+b^{2}-c^{2}-d^{2}&2(bc-ad)&2(bd+ac)\\2(bc+ad)&a^{2}+c^{2}-b^{2}-d^{2}&2(cd-ab)\\2(bd-ac)&2(cd+ab)&a^{2}+d^{2}-b^{2}-c^{2}\end{bmatrix}}}
où {\displaystyle a,b,c,d} sont quatre paramètres réels, dits d'Euler-Rodrigues, vérifiant {\displaystyle a^{2}+b^{2}+c^{2}+d^{2}=1}.
C'est donc aussi la formule générale d'une matrice orthogonale positive d'ordre trois.

### Formulation vectorielle
Si on note {\displaystyle {\vec {\omega }}} le vecteur de coordonnées (b, c, d) dans la base orthonormée, la formule précédente est l'écriture matricielle de la formule :
{\displaystyle {\vec {x}}'=r({\vec {x}})={\vec {x}}+2a({\vec {\omega }}\land {\vec {x}})+2\left({\vec {\omega }}\land ({\vec {\omega }}\land {\vec {x}})\right)}.
C'est la raison pour laquelle le paramètre a est appelé le paramètre scalaire, et le triplet (b, c, d) le paramètre vectoriel .

## Propriétés

### Symétrie
Les paramètres (a, b, c, d) et (−a, −b, −c, −d) décrivent la même rotation. En dehors de cette symétrie, chaque quadruplet de paramètres décrit une rotation unique.

### Composition des rotations
Soit (a1, b1, c1, d1) et (a2, b2, c2, d2) les paramètres d'Euler-Rodrigues de deux rotations. Les paramètres de la rotation composée (rotation 1 puis rotation 2) sont les suivants:
{\displaystyle {\begin{aligned}a&=a_{1}a_{2}-b_{1}b_{2}-c_{1}c_{2}-d_{1}d_{2};\\b&=a_{1}b_{2}+b_{1}a_{2}-c_{1}d_{2}+d_{1}c_{2};\\c&=a_{1}c_{2}+c_{1}a_{2}-d_{1}b_{2}+b_{1}d_{2};\\d&=a_{1}d_{2}+d_{1}a_{2}-b_{1}c_{2}+c_{1}b_{2}.\end{aligned}}}
Il est simple, bien que fastidieux, de vérifier que a2 + b2 + c2 + d2 = 1 . Il s'agit essentiellement de l'identité des quatre carrés d'Euler, également utilisée par Rodrigues.

## Liaison avec l'angle et l'axe de rotation
Toute rotation vectorielle en dimension trois est uniquement déterminée par son axe de rotation (dirigé par un vecteur unitaire {\displaystyle {\vec {n}}}  de coordonnées {\displaystyle (n_{1},n_{2},n_{3})}) et son angle {\displaystyle \theta } . Les paramètres d'Euler-Rodrigues sont alors obtenus par les relations :
{\displaystyle {\begin{aligned}a&=\cos {\frac {\theta }{2}};\\b&=n_{1}\sin {\frac {\theta }{2}};\\c&=n_{2}\sin {\frac {\theta }{2}};\\d&=n_{3}\sin {\frac {\theta }{2}}.\end{aligned}}}
Autrement dit, {\displaystyle {\vec {\omega }}=\sin {\frac {\theta }{2}}{\vec {n}}}.
Notons que si {\displaystyle \theta } est augmenté d'une rotation complète de {\displaystyle 2\pi }, les arguments des sinus et cosinus n'augmentent que de {\displaystyle \pi }. Les paramètres résultants sont les opposés des valeurs originales, (−a, −b, −c, −d) ; ils représentent la même rotation.

## Exemples
- La transformation identique (rotation nulle, {\displaystyle \theta =0}) correspond à des valeurs de paramètres (a, b, c, d) = (±1, 0, 0, 0) .

- Les rotations de 180 degrés (demi-tours, {\displaystyle \theta =\pi }) autour de n'importe quel axe sont obtenues pour a = 0 , ce qui donne la matrice générale d'un demi-tour autour de {\displaystyle {\vec {n}}} de coordonnées (b, c, d) :

- La matrice des angles d'Euler {\displaystyle A={\begin{bmatrix}\cos \psi \cos \varphi -\sin \psi \cos \theta \sin \varphi &-\cos \psi \sin \varphi -\sin \psi \cos \theta \cos \varphi &\sin \psi \sin \theta \\\sin \psi \cos \varphi +\cos \psi \cos \theta \sin \varphi &-\sin \psi \sin \varphi +\cos \psi \cos \theta \cos \varphi &-\cos \psi \sin \theta \\\sin \theta \sin \varphi &\sin \theta \cos \varphi &\cos \theta \end{bmatrix}}}est égale à la matrice d'Euler-Rodrigues avec {\displaystyle (a,b,c,d)=(\cos {\frac {\theta }{2}}\cos {\frac {\psi +\varphi }{2}},\sin {\frac {\theta }{2}}\sin {\frac {\psi +\varphi }{2}},\sin {\frac {\theta }{2}}\cos {\frac {\psi -\varphi }{2}},\cos {\frac {\theta }{2}}\sin {\frac {\psi -\varphi }{2}})}.
- Si {\displaystyle a,b,c,d} sont des entiers non tous nuls, la matrice {\displaystyle {\frac {1}{a^{2}+b^{2}+c^{2}+d^{2}}}{\begin{bmatrix}a^{2}+b^{2}-c^{2}-d^{2}&2(bc-ad)&2(bd+ac)\\2(bc+ad)&a^{2}+c^{2}-b^{2}-d^{2}&2(cd-ab)\\2(bd-ac)&2(cd+ab)&a^{2}+d^{2}-b^{2}-c^{2}\end{bmatrix}}} est une matrice de rotation à coefficients rationnels.

## Démonstrations

### 1) Formule de rotation d'Olinde Rodrigues
Théorème : si {\displaystyle r} est la rotation d'angle {\displaystyle \theta } autour de {\displaystyle {\vec {n}}} (unitaire) , l'image d'un vecteur {\displaystyle {\vec {x}}} est donnée par la formule :
Démonstration : Le vecteur {\displaystyle {\vec {x}}} se décompose suivant le plan P  orthogonal à {\displaystyle {\vec {n}}} et la droite engendrée par {\displaystyle {\vec {n}}} en {\displaystyle {\vec {x}}={\vec {x}}_{1}+{\vec {x}}_{2}}. Or, si {\displaystyle {\vec {y}}_{1}} est le vecteur directement orthogonal à {\displaystyle {\vec {x}}_{1}} dans P, {\displaystyle r({\vec {x}})=\cos \theta {\vec {x}}_{1}+\sin \theta {\vec {y}}_{1}+{\vec {x}}_{2}}, donc {\displaystyle r({\vec {x}})-{\vec {x}}=(\cos \theta -1){\vec {x}}_{1}+\sin \theta {\vec {y}}_{1}}.
Or, avec un dessin, on peut se convaincre que  {\displaystyle {\vec {x}}_{1}=-{\vec {n}}\land ({\vec {n}}\land {\vec {x}})} et {\displaystyle {\vec {y}}_{1}={\vec {n}}\land {\vec {x}}}, d'où la formule énoncée.
Attention, il ne faut pas confondre cette formule d'Olinde Rodrigues avec cette autre, concernant les polynômes orthogonaux.

### 2) Obtention de la formule vectorielle
La formule d'Olinde Rodrigues s'écrit aussi {\displaystyle r({\vec {x}})={\vec {x}}+2\sin {\theta  \over 2}\cos {\theta  \over 2}({\vec {n}}\land {\vec {x}})+2\sin ^{2}{\theta  \over 2}({\vec {n}}\land ({\vec {n}}\land {\vec {x}}))} , et en posant {\displaystyle a=\cos {\frac {\theta }{2}}}   et {\displaystyle {\vec {\omega }}=\sin {\frac {\theta }{2}}{\vec {n}}}, on obtient bien {\displaystyle r({\vec {x}})={\vec {x}}+2a({\vec {\omega }}\land {\vec {x}})+2\left({\vec {\omega }}\land ({\vec {\omega }}\land {\vec {x}})\right)}.
La formule matricielle s'obtient alors en passant aux coordonnées.

### 3) Variante matricielle directe
La formule d'Olinde Rodrigues donne la matrice de {\displaystyle r} dans une base orthonormée directe :
{\displaystyle \left[{\begin{array}{ccc}n_{1}^{2}\left(1-\cos \theta \right)+\cos \theta &n_{1}n_{2}\left(1-\cos \theta \right)-n_{3}\sin \theta &n_{1}n_{3}\left(1-\cos \theta \right)+n_{2}\sin \theta \\n_{1}n_{2}\left(1-\cos \theta \right)+n_{3}\sin \theta &n_{2}^{2}\left(1-\cos \theta \right)+\cos \theta &n_{2}n_{3}\left(1-\cos \theta \right)-n_{1}\sin \theta \\n_{1}n_{3}\left(1-\cos \theta \right)-n_{2}\sin \theta &n_{2}n_{3}\left(1-\cos \theta \right)+n_{1}\sin \theta &n_{3}^{2}\left(1-\cos \theta \right)+\cos \theta \end{array}}\right]}
qui donne elle-même la matrice d'Euler-Rodrigues en utilisant {\displaystyle (a,b,c,d)=(\cos {\frac {\theta }{2}},n_{1}\sin {\frac {\theta }{2}},n_{2}\sin {\frac {\theta }{2}},n_{3}\sin {\frac {\theta }{2}})}.

## Connexion avec les quaternions
Les paramètres d'Euler-Rodrigues peuvent être considérés comme les coefficients d'un quaternion
{\displaystyle q=a+bi+cj+dk,}
dont le paramètre scalaire a est la partie réelle, et les paramètres vectoriels b, c, d  les parties imaginaires.  Il est unitaire puisque
{\displaystyle \left\|q\right\|^{2}=a^{2}+b^{2}+c^{2}+d^{2}=1.}
Plus important encore, les relations ci-dessus pour la composition des rotations sont précisément les relations pour la multiplication des quaternions. En d'autres termes, le groupe de quaternions unitaires muni de la multiplication, modulo le signe moins, est isomorphe au groupe des rotations muni de la composition.

## Connexion avec les matrices de spin SU(2)
Le groupe de Lie SU(2) peut être utilisé pour représenter des rotations tridimensionnelles par des matrices 2 × 2 . La matrice de SU(2) correspondant à une rotation, en fonction de ses paramètres d'Euler-Rodrigues, est
{\displaystyle U={\begin{pmatrix}\ \ \,a+di&b+ci\\-b+ci&a-di\end{pmatrix}}.}
Ce qui peut s'écrire :
{\displaystyle {\begin{aligned}U&=a\ {\begin{pmatrix}1&0\\0&1\end{pmatrix}}+b\ {\begin{pmatrix}0&1\\-1&0\end{pmatrix}}+c\ {\begin{pmatrix}0&i\\i&0\end{pmatrix}}+d\ {\begin{pmatrix}i&0\\0&-i\end{pmatrix}}\\&=a\,I+ic\,\sigma _{x}+ib\,\sigma _{y}+id\,\sigma _{z},\end{aligned}}}
où les σi sont les matrices de spin de Pauli. Ainsi, les paramètres d'Euler-Rodrigues sont les coefficients de la représentation d'une rotation tridimensionnelle dans SU(2).

## Voir également
- Quaternions et rotation dans l'espace
- Angles d'Euler
- Transformation de Cayley
- Rotations en dimension 4
- Quadruplet pythagoricien